# Ford Série T

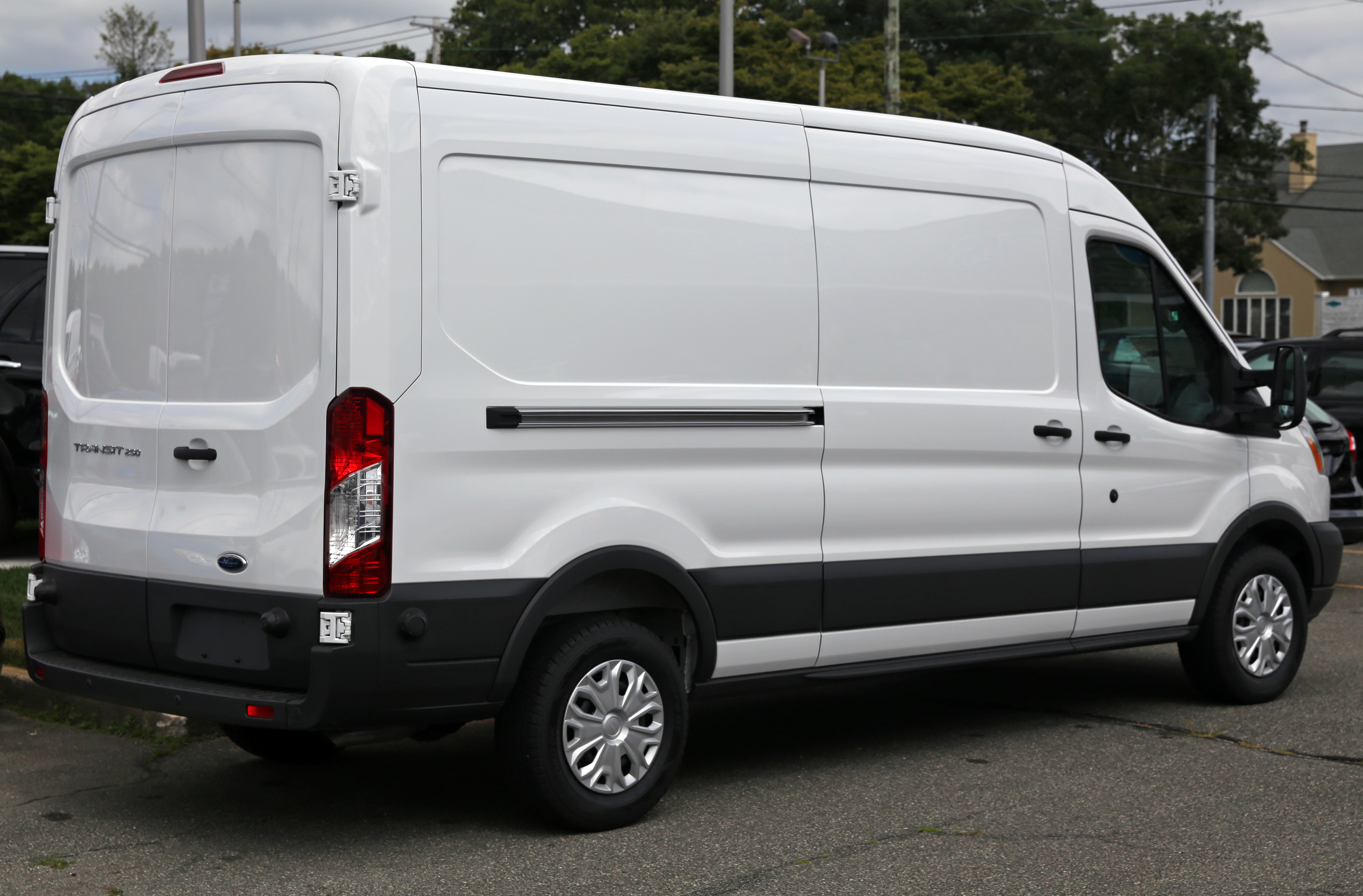
Ford Série T

Le Ford Série T est un fourgon produit par Ford depuis 2013. C'est la version américaine du nouveau Ford Transit qui remplace le E-Series produit depuis 53 ans jusqu'en 2014.